# Station Wałki
Station Wałki is een spoorwegstation in de Poolse plaats Jodłówka-Wałki.